# Big Boy (locomotive)
Pour les articles homonymes, voir Big Boy.
Les locomotives surnommées Big Boy sont les plus grosses locomotives à vapeur jamais construites, qui furent en service du début des années 1940 à la fin de la décennie 1950 aux États-Unis. Classées dans la série 4000 de l'Union Pacific, elles doivent leur surnom à un graffiti « Big Boy » inscrit à la craie par un ouvrier de chez ALCO sur la porte de la boîte à fumée de la première machine avant sa mise en peinture.
En 2019, la Big Boy 4014 est la seule machine préservée à être en état de marche.

## Contexte
Vers 1940, l'Union Pacific (UP) avait des difficultés dues au profil d'une de ses lignes, entre Ogden (Utah) et Green River (Utah), une portion de 338 km dans les montagnes de la chaîne Wasatch. Compte tenu des fortes rampes, il fallait souvent atteler plusieurs locomotives de type Santa Fé, Overland (en), ou bien même Union Pacific (en), en tête des interminables trains de marchandises qui empruntaient cette ligne. 
Pour remplacer ces attelages de locomotives qui consommaient énormément et demandaient beaucoup de personnel, l'Union Pacific passa la commande de ce qui allaient devenir les plus grosses locomotives jamais construites (ce qui n'empêchera toutefois pas de voir les Big Boy parfois utilisées en double traction).

## Description
Les Big Boy sont des locomotives articulées comme des Mallet, de disposition d'essieux 4-8-8-4 selon la Classification Whyte, mais à simple expansion (le brevet Mallet est compound, elles ne sont donc pas des Mallet). Elles ont été construites par l'American Locomotive Company (ALCO) de septembre 1941 à janvier 1942 pour les 4000 à 4019, puis une seconde série de cinq machines, les 4020 à 4024, a été construite en novembre 1944. Cette série de machines était équipée pour la chauffe au charbon, même si la 4005, en tant que prototype pour une éventuelle conversion, a été équipée durant une courte période de la chauffe au fioul avec adaptation de son tender.
Lors d'essais en avril 1943, la 4016 développa une puissance au crochet de 8 000 ch. Leur vitesse maximale de 128 km/h était tout aussi considérable pour de telles locomotives, et elles étaient capables de tracter couramment des trains de 4 300 tonnes dans les Rocheuses. Leur consommation était de 80 m3 d'eau et 11,4 tonnes de charbon aux 100 km, et elles furent de ce fait accouplées à des tenders du type centipede à 7 essieux de 24 000 gal US (90 850 litres) pour les 4000 à 4019, puis 25 000 gal US (94 635 litres) pour les 4020 à 4024. La dernière circulation d'une Big Boy eut lieu le 21 juillet 1959.
Elles sont parfois confondues avec les Challenger, d'apparence similaire, mais de disposition d'essieux 4-6-6-4.

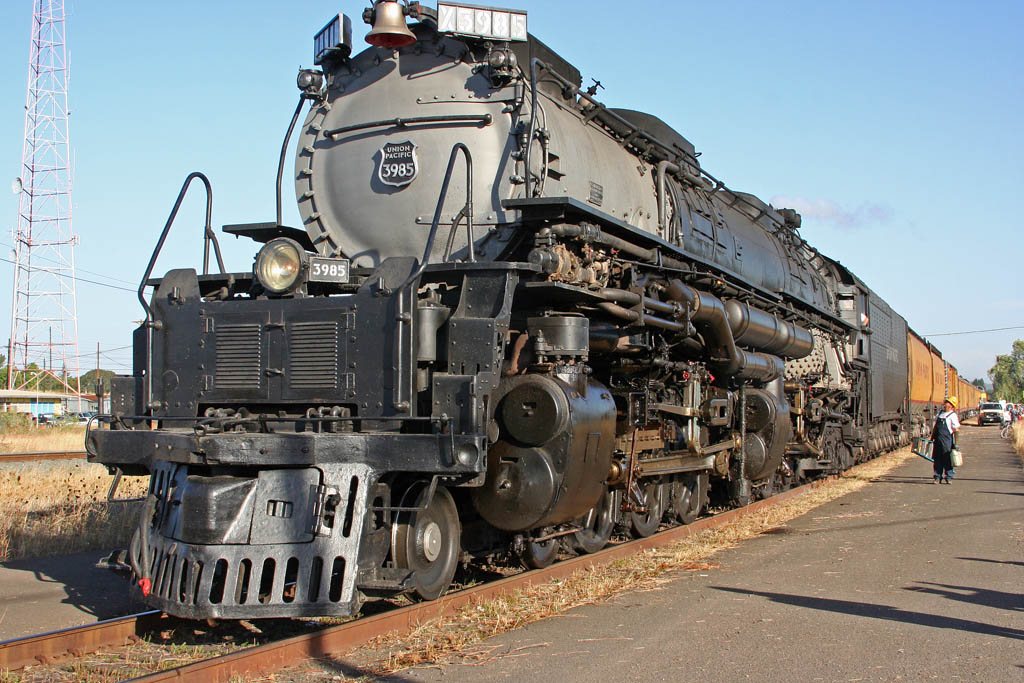
Une Challenger 4-6-6-4.

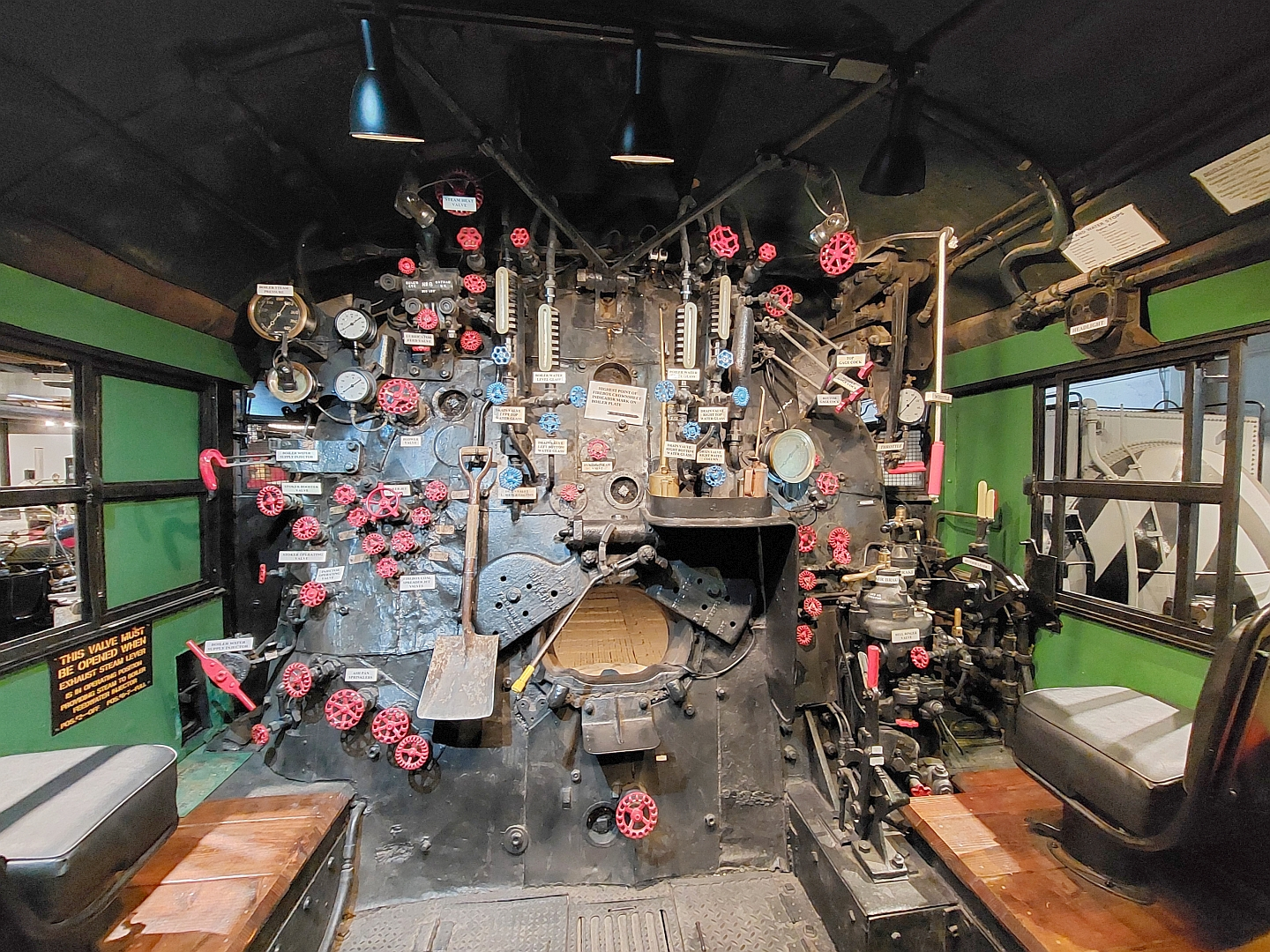
La façade arrière de la chaudière (devanture) de la Big Boy 4005.
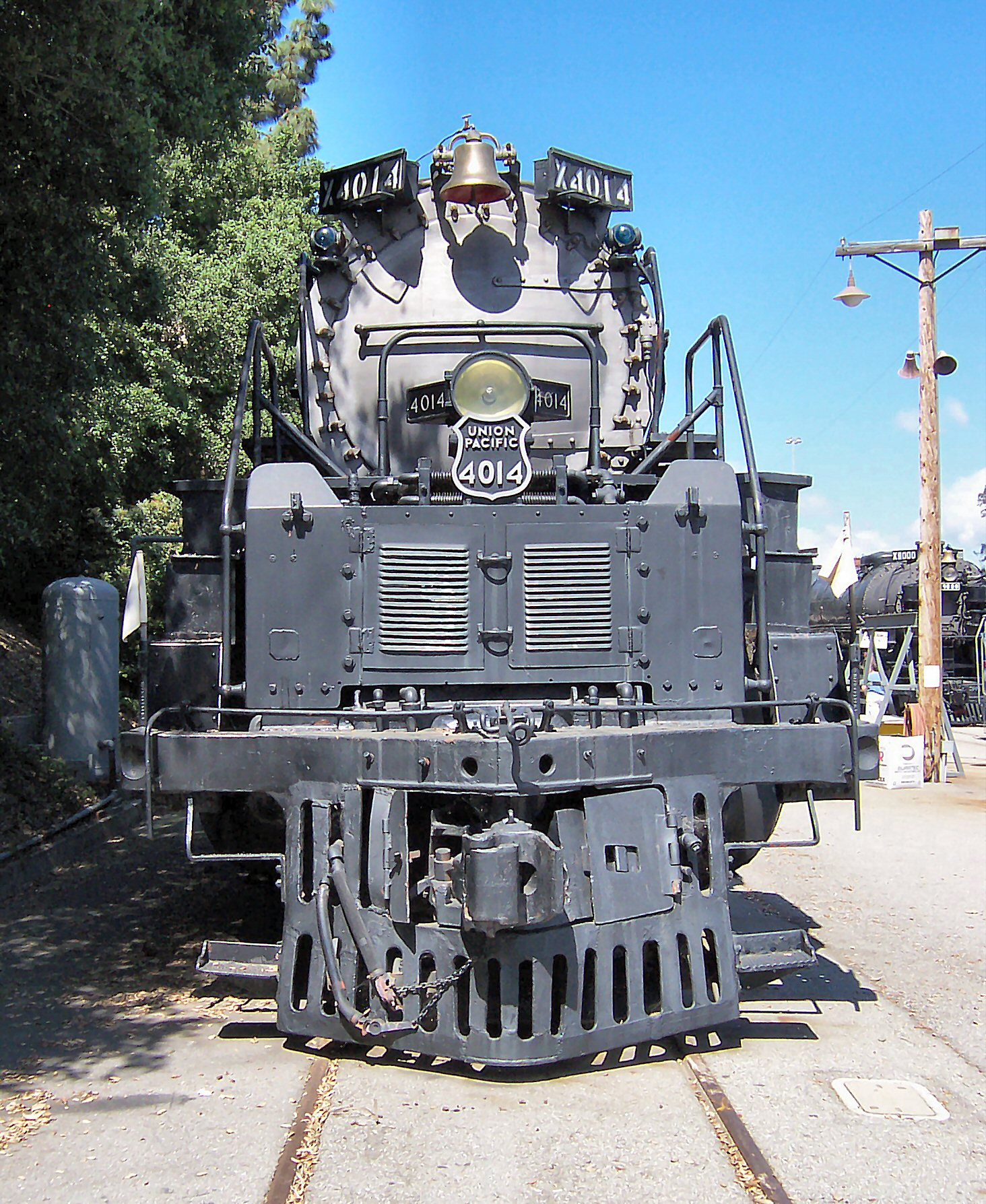
L'avant de la 4014 avec son Pilot (en) anti-encastrement.
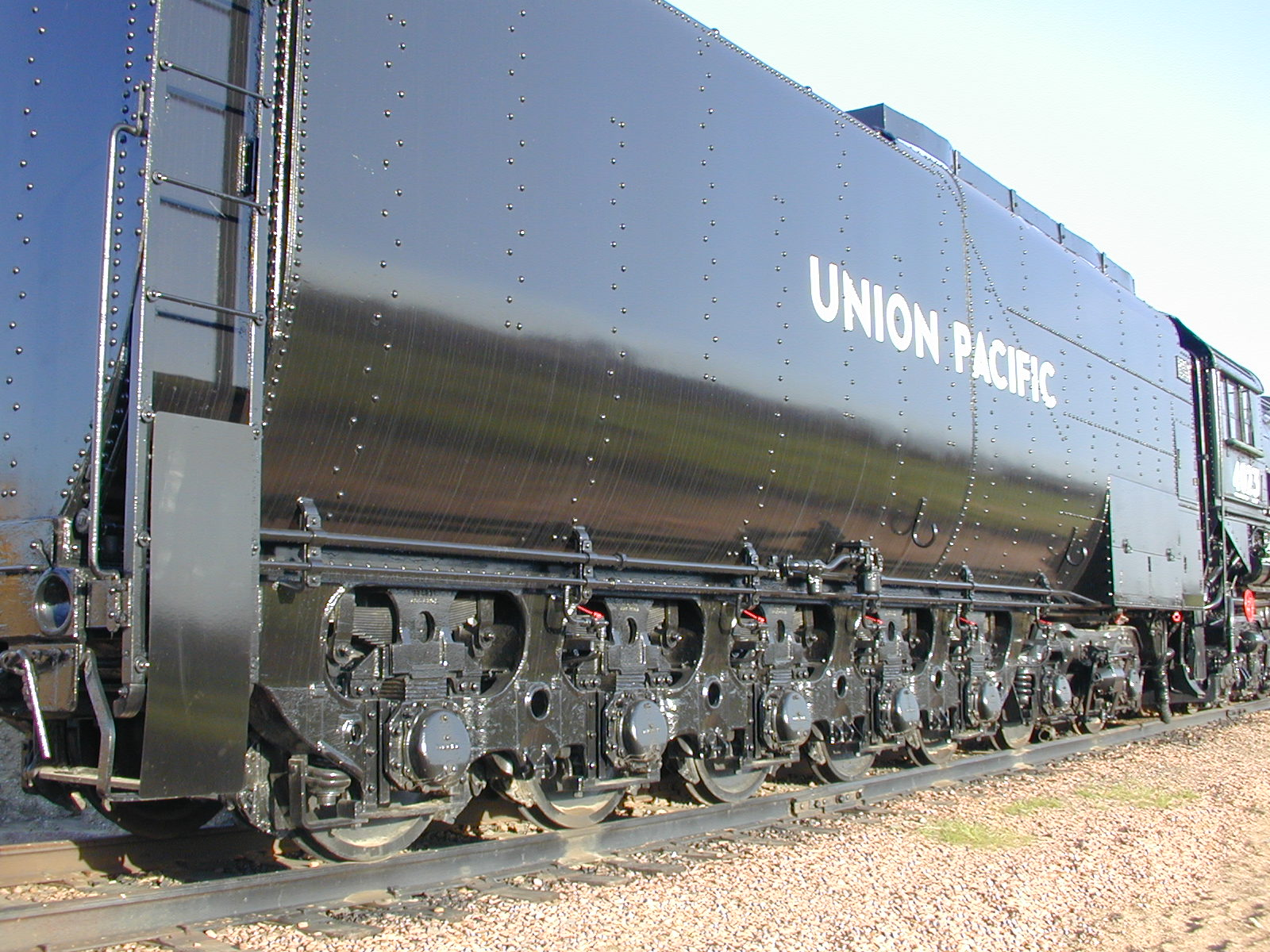
Le tender « centipède » de la 4023 (l'échelle d'accès a été neutralisée).

## Locomotives préservées
Huit locomotives Big Boy sont aujourd'hui préservées :
| Numéro | lieu                                       | statut            | image |
| ------ | ------------------------------------------ | ----------------- | ----- |
| 4004   | Holliday Park, Cheyenne                    | exposée           |       |
| 4005   | Forney Transportation Museum, Denver       | exposée           |       |
| 4006   | Museum of Transportation, Saint-Louis      | exposée           |       |
| 4012   | Steamtown National Historic Site, Scranton | exposée           |       |
| 4014   | UP engine house, Cheyenne                  | En état de marche |       |
| 4017   | National Railroad Museum, Green Bay        | exposée           |       |
| 4018   | Museum of the American Railroad, Frisco    | exposée           |       |
| 4023   | Lauritzen Gardens, Omaha                   | exposée           |       |

## Big Boy 4014

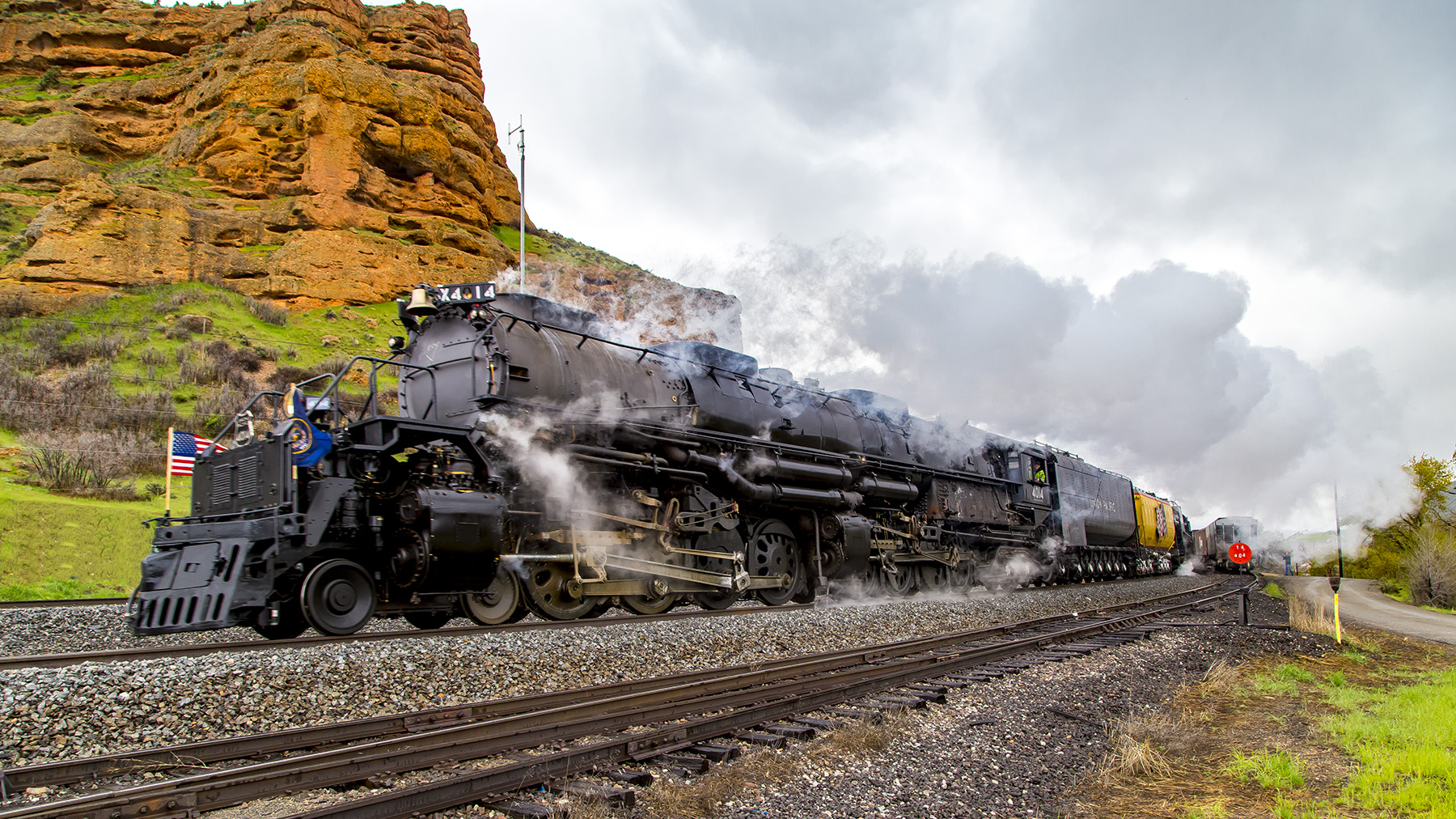
La Big Boy 4014 passant le canyon de Echo (Utah) le 8 mai 2019, lors de son premier voyage pour le anniversaire de la jonction du chemin de fer transcontinental nord-américain.

Après avoir passé 52 années en exposition statique dans le parc d'attractions Fairplex de Pomona, en Californie, la Big Boy 4014 quitte Los Angeles le 26 janvier 2014 par convoi ferroviaire spécial, en direction des ateliers de l'Union Pacific à Cheyenne, où seront effectués les travaux de remise en état de marche. 
Le 27 avril 2019, la chaudière de la 4014 est remise en chauffe pour la première fois depuis 60 ans, et enfin, le 2 mai 2019 la locomotive effectue son premier train d'essai en ligne,. Lors de sa restauration, la 4014 a été équipée de la chauffe au fioul et provisoirement accouplée au tender fioul de la Challenger 3985, en attendant la modification de son tender. Le retour d'une Big Boy en service opérationnel fait perdre à la Challenger 3985 le titre de plus grosse locomotive du monde en opération. 
Le 4 mai 2019, elle est inaugurée en gare de Cheyenne puis effectue son premier voyage, du 4 au 12 mai, accouplée à l'Union Pacific 844 (en) à l'occasion de la commémoration du 150e anniversaire de la jonction du chemin de fer transcontinental nord-américain.

## Caractéristiques
- Locomotive articulée, semblable aux locomotives type Mallet
- Longueur machine seule : 26 m
- Longueur totale (machine et tender) : 40,5 m
- Masse en service (machine seule) : 351 tonnes
- Masse totale en service (machine et tender) : 541 tonnes
- Vitesse de croisière : 50 km/h
- Vitesse max : 128 km/h
- Disposition d'essieux : 4-8-8-4
- Pression de la chaudière : 21 Hpz
- Surface de la grille : 14 m2
- Diamètre des 4 cylindres (simple expansion) : 604 mm
- Puissance : 8 000 ch au crochet (estimée)
- Capacité en charbon du tender : 28 tonnes
- Capacité en eau du tender : 94 m3
- Masse du tender en charge : 190 tonnes
- Nombre de machines construites : 25
- No  dans la série, de 4000 à 4024